# Bomolocha complanalis
Bomolocha complanalis là một loài bướm đêm trong họ Noctuidae.